# Chissioua Mbouzi
Chissioua Mbouzi o Islote Mbouzi (en francés: Îlot Mbouzi) es una isla francesa, en el océano Índico situada en la entrada norte del canal de Mozambique en el archipiélago de las Mayotte. Que junto a Grande-Terre, Petite Terre y Chissioua Mtsamboro forma el Departamento de ultramar francés de Mayotte, donde constituye la cuarta isla más grande del grupo.
Se encuentra ubicada frente al pueblo de Passamainti, entre Grande y Petite Terre.Tiene una superficie de 84 hectáreas y se eleva a una altitud máxima de 153 m. Su suelo está compuesto principalmente de ceniza (roca volcánica muy degradada por el tiempo). La isla está deshabitada, pero en el pasado fue utilizada por los pastores para apacentar sus rebaños de cabras (m'bouzi en Idioma mahorés que significa "cabra").